# Soave superiore
Soave superiore è una DOCG riservata ad alcuni vini la cui produzione è consentita nella zona collinare del Soave ad altitudini tra i 35 e i 380 m s.l.m.

## Zona di produzione
Le uve devono essere prodotte nella zona collinare che comprende in tutto o in parte il territorio dei comuni di Soave, Monteforte d'Alpone, San Martino Buon Albergo, Mezzane di Sotto, Roncà, Montecchia di Crosara, San Giovanni Ilarione, Cazzano di Tramigna, Colognola ai Colli, Caldiero, Illasi e Lavagno in provincia di Verona.
L'area in cui si può produrre il Soave Superiore con la menzione "Classico" si trova nella fascia collinare dei comuni di Soave e Monteforte d’Alpone.

## Storia
Nel territorio di Soave sorgeva già in epoca romana un pagus in cui da uve passite si ottenevano vini detti "acinatici", come citato in alcune epistole del 503, dove si raccomandava ai produttori di ricercare per la mensa reale questi vini «soavissimi e corposi» e un vino bianco che «riluce come lattea bevanda, di chiara purità… di gioviale candidezza e di soavità incredibile.». 
Nel 680 vi sono testimonianze della potatura a pergola veronese, forma tradizionale di allevamento della vite utilizzata ancora oggi.
Un'altra testimonianza della cultura vitivinicola locale appare su una lapide muraria del Palazzo di Giustizia di Soave, datata 1375.
Un primo provvedimento di tutela per la difesa di questo tipico vino risale al 1924; pochi anni dopo nacque il "Consorzio per la difesa del Vino Tipico Soave". Nell'ottobre del 1931, a seguito di formale richiesta, venne riconosciuta una zona delimitata per la produzione del "Vino Tipico Soave".

## Tecniche di produzione
I vigneti impiantati dopo il 2005 devono venire allevati a spalliera semplice; negli impianti già esistenti si può continuare la conduzione con la tipica forma a pergola veronese.
Le operazioni di vinificazione e di imbottigliamento devono aver luogo nella provincia di Verona, esclusa la produzione del vino a specificazione "classico", che vanno effettuate nei comuni su cui ricade il territorio delimitato e , previa autorizzazione, nella zona di produzione del Soave DOC. È ammesso l'arricchimento con mosti concentrati
Le uve e i vini destinati a produrre Soave superiore possono essere declassati alla DOC Soave.
È obbligatorio indicare l'annata di produzione delle uve. 
Per le bottiglie di vetro fino a 3 litri è obbligatorio il tappo raso bocca.

## Disciplinare
La zona storica, corrispondente all'attuale area del Soave classico, fu delimitata per la produzione del "Vino Tipico Soave" con R.D. del 16/12/1931, pubblicato sulla Gazzetta Ufficiale n.289.

La denominazione di origine controllata "Soave" è stata istituita con DPR il 28 maggio 1968.
L'attuale DOCG è stata regolamentata con DM 29.10.2001 pubblicato sulla Gazzetta Ufficiale n. 265, escludendo l'uva Trebbiano Toscano, che era consentita fino al 15%.

Successivamente è stata modificata con
- DM 22.07.2002 G.U. 186
- DM 10.06.2003 G.U. 138
- DM 11.07.2005 G.U. 172
- DM 18.11.2010 G.U. 28
- DM 30.11.2011 G.U. 295
- D.M. 12.07.2013 pubblicato sul sito ufficiale del Mipaaf
- D.M. 07.03.2014 pubblicato sul sito ufficiale del Mipaaf

Il 4 gennaio 2017 è stato emesso un decreto correttivo.

## Tipologie

### Soave superiore
A seconda della provenienza o della gradazione alcolica si distinguono le menzioni "Soave Superiore" , "Soave Superiore classico" e "Soave Superiore riserva". Può essere utilizzata la menzione "vigna". 
Uvaggio: Garganega almeno il 70%; Trebbiano di Soave nostrano e Chardonnay al massimo il 30%, altre uve bianche fino al 5%.
La resa massima di uva non deve essere superiore a 10 tonnellate per ettaro di vigneto a coltura specializzata.
| titolo alcolometrico minimo    | 12,00% vol. (12,50% vol. per la menzione "riserva") |
| zuccheri residui               | max 6 g/l                                           |
| acidità totale minima          | 4,50 g/l.                                           |
| estratto secco minimo          | 19,00 g/l                                           |
| resa massima di uva per ettaro | 100 q.                                              |
| resa massima di uva in vino    | 70 %                                                |

#### Caratteri organolettici
Il Soave Superiore è un vino strutturato, di colore giallo deciso con riflessi verdognoli tipici. Possiede profumi fruttati e floreali persistenti e ha sapore pieno, rotondo ed intenso, con una tipica nota amarognola.

#### Abbinamenti consigliati
Salmone fresco e baccalà in condimenti saporiti, carni bianche con verdure, involtini di lardo croccante e crostacei, vitello tonnato, sughi di carne e verdure.